# Hafenhandbuch
Das Hafenhandbuch ist ein Nachschlagewerk des Seemannes und enthält alle nautisch wichtigen Informationen über Seehäfen.

## Karte und Hafenhandbuch
Das Hafenhandbuch ist ein Ergänzungswerk zur Seekarte. Die Seekarte enthält geografische Information in grafischer Form, das Hafenhandbuch enthält Beschreibungen in Textform, ergänzt durch Skizzen, Bilder und Fotos. Es informiert über die Ansteuerung, die Liegeplätze und den Schutz gegen Wind, über behördliche Vorschriften, Zoll, Versorgung und Reparaturmöglichkeiten. Wie die Seekarte und das Leuchtfeuerverzeichnis gehört das Hafenhandbuch zur nautischen Pflichtausrüstung eines Schiffes.

## Anbieter
Die amtlichen Hafenhandbücher werden in Deutschland von BSH herausgegeben. Es gibt insgesamt 9 Bände (Ostsee I, Ostsee II, Mecklenburg-Vorpommern und Polen, Englischer Kanal und Biskaya, Skagerrak und Kattegat, Kroatien, Britische Inseln und Englischer Kanal, Nordsee, Polen). Jedes Land hat eigene Hafenhandbücher, meist auch für weitere Seegebiete in eigener Landessprache.
Speziell für den Sportbootfahrer optimiert sind die Hafenhandbücher der Verlage Delius Klasing (Gerd Radspieler), Imray (Rod Heikell) und Edition Maritim.

## Elektronische Hafeninformation
Im Zeitalter der elektronischen Seekarte sind die Hafeninformationen meist in die Kartensysteme integriert.
Im Internet finden sich mehrere Anbieter, die Hafeninformationen in einem Wiki zusammenführen und frei zur Verfügung stellen.